# Brachystelma constrictum
Brachystelma constrictum là một loài thực vật có hoa trong họ La bố ma. Loài này được J.B.Hall mô tả khoa học đầu tiên năm 1966.